# Humberto Rivas (fotógrafo)
Humberto Luis Rivas Ribeiro (Buenos Aires, 1937-Barcelona, 7 de noviembre de 2009) fue un fotógrafo argentino, aunque desarrolló la mayor parte de su actividad fotográfica en España. En 1997 recibió el Premio Nacional de Fotografía del Ministerio de Cultura español.

## Argentina
Nació en Buenos Aires en el seno de una familia obrera. Aunque estaba muy interesado en la pintura y el cine comenzó a trabajar a los 14 años en un taller textil. En 1951 empezó sus estudios de pintura y dibujo, aunque poco tiempo después comenzó a hacer fotos con una cámara Nikon. Con 22 años realizó estudios de artes en la Escuela de Bellas Artes. En 1959 realizó su primera exposición fotográfica en la Galería Galatea y 1962 en la Galería Lirolay. Conoce al gran fotógrafo ruso-argentino Anatole Saderman, se hacen muy amigos e influencia en su obra..
En 1962 el escultor Juan Carlos Distéfano, director del departamento de diseño del Instituto Di Tella le invitó a dirigir el departamento de fotografía que estuvo compatibilizando con el trabajo pictórico. Rivas realiza recordados retratos en esa época (Roberto Aizenberg, Nacha Guevara, Ruben Fontana, etc)
En el instituto Torcuato di Tella existía un gran ambiente creativo pero en 1968 se produce un acto de censura sobre la obra de Roberto Plate, llamada Baños. A partir de ese momento se produjo la decadencia del instituto que lleva a su cierre en 1970.
Coincidiendo con esta circunstancia Humberto Rivas decide convertirse exclusivamente en fotógrafo, abandonando su trabajo de dibujo y pintura y destruyendo todas sus obras. Tras el cierre del instituto entra a trabajar en el Centro municipal de investigación, arte y tecnología. Estudió cine y abrió un estudio de fotografía publicitaria en Buenos Aires. Obtuvo el Premio Konex en 1992 como uno de los 5 mejores fotógrafos de la década en Argentina.

## Barcelona
En 1976 tras un viaje por Europa y con la instauración de la dictadura cívico militar en Argentina se exilia en Barcelona donde tendrá un estudio de fotografía publicitaria. Allí se encuentra con el ambiente de la transición y los movimientos fotográficos experimentales con la revista Nueva Lente como estandarte del cambio. Los planteamientos fotográficos de Humberto Rivas se sitúan más próximos a la objetividad, teniendo como referentes a Richard Avedon, Alfred Stieglitz, August Sander y Henri Cartier-Bresson. Sin embargo, en Barcelona la calidad de los retratos objetivistas de Rivas es muy bien valorada por fotógrafos con otras líneas de trabajo como Joan Fontcuberta, etc. De este modo, a su pesar, pasa a alinearse en esa dicotomía Madrid vs Barcelona casi nunca explicitada.
Desde 1976 se dedicó a labores docentes en diferentes centros y universidades en Argentina, España y Portugal.
Murió en Barcelona el 7 de noviembre de 2009, dos días antes de recibir la Medalla de oro al mérito artístico de la ciudad.

## Sus retratos y sus paisajes
Sus retratos se pueden considerar de una calidad extraordinaria, tanto en los aspectos técnicos como expresivos. Hacer una fotografía de retrato lo define Rivas como una especie de dialéctica o combate entre el fotógrafo y el modelo. Una lucha que Richard Avedon solía montar en sus retratos mediante el empleo de sesiones fotográficas muy largas hasta conseguir los aspectos que buscaba del retratado. Por otro lado, siguiendo los pasos de la Photo-Secession, Rivas reconoce el medio fotográfico como un arte en sí mismo dotado de una especial cualidad de realismo.
Los retratos de Rivas no son escenificaciones sino un intento de obtener cualidades interiores. En este sentido destaca su interés documentalista, legado en cierto modo de su admiración por el trabajo de Cartier-Bresson y Sander. De este modo parece más interesado en conseguir el retrato en su ambiente natural, en el contexto vital del retratado.
Los paisajes son otra faceta destacada del trabajo de Rivas. Sus imágenes se caracterizan por tratarse normalmente de espacios sin presencia humana. La principal característica es la luz natural que le da unas texturas especiales. Algunos señalan que sus paisajes son en realidad retratos de edificios y objetos inanimados.

## Su obra
Su trabajo ha sido reconocido con diversos premios, entre ellos el Premio de las Artes Plásticas Ciudad de Barcelona en 1996, el Premio Nacional de Fotografía en 1997 y la Medalla de oro al mérito artístico del Ayuntamiento de Barcelona en 2009. Algunas de sus exposiciones individuales más signiticativas han sido en la Sala Arcs, Barcelona, 1991; Galerij Perspektief, Róterdam, 1992; Galería Antonio de Barnola, Barcelona, 1994; la Escuela de Bellas Artes de Huesca, 1996; el IVAM, 1996; la galería Malborough, Madrid, 1998; el Centro Gallego de Arte Contemporáneo de Santiago de Compostela, 1999. Entre las colectivas destacan: La ciutat fantasma, en la Fundación Joan Miró, 1985; To be and not to be, en el Centro de Arte Santa Mónica, 1990; Cuatro direcciones: fotografía contemporánea española, en el Museo Nacional Centro de Arte Reina Sofía, 1991; Musa Museum, en el Palacio de la Virreina de Barcelona, 1992; y Barcelona a vol d'artista, en el Centre de Cultura Contemporània de Barcelona, 1994.
Su obra se encuentra en diversas colecciones como:
- Fundación Cultural Televisa, México.
- Museo de Arte Contemporáneo, Mar del Plata, Argentina.
- Museo de Arte Moderno, Buenos Aires, Argentina.
- Museo de Arte del Condado de Los Ángeles, Los Ángeles, EE. UU.
- Biblioteca Nacional, París, Francia.
- La Maison de la Photographie, París, Francia.
- Fons d'Art de la Fundació de La Caixa, Barcelona, España.
- Centro de Cultura Contemporánea, Barcelona, España.
- Museo de Fotografía Contemporánea, Chicago, EE. UU.
- Museo Nacional de Bellas Artes, Buenos Aires, Argentina.
- IVAM, Valencia, España.
- Casa de Cultura, Alcobendas, España.
- Canal de Isabel II, Madrid, España.
- Caja de Burgos, Burgos, España.
- Museo Nacional de Arte de Cataluña, Barcelona, España